# Stachelbeer-Täubling
Der Stachelbeer-Täubling (Russula queletii) ist eine Pilzart aus der Familie der Täublingsverwandten (Russulaceae). Es ist ein mittelgroßer, sehr scharf schmeckender Täubling mit cremefarbenem Sporenpulver und dem charakteristischen Geruch nach Stachelbeerkompott. Der Hut ist meist purpurrot, der Stiel karminrötlich überlaufen und die cremefarbenen Lamellen werden bei Verletzungen schmutzig grünfleckig. Der typische Fichtenbegleiter hat isoliert stachlige Sporen. Sein Artepitheton trägt er zu Ehren des französischen Mykologen Lucien Quélet.

## Merkmale

### Makroskopische Merkmale
Der Hut des Stachelbeer-Täublings hat einen Durchmesser von (2) 5–8 (10) cm. In der Jugend ist er erst halbkugelig, dann gewölbt und später ausgebreitet. Im Alter ist die Hutmitte oft vertieft und manchmal auch leicht stumpf gebuckelt. Die Huthaut ist zumindest bei Feuchtigkeit schmierig bis klebrig und lange feucht glänzend. Bei Trockenheit kann sie auch matt und leicht höckerig sein. Sie lässt sich über die Hälfte hinweg abziehen. Der Hut ist normalerweise purpurrosa bis trüb weinrot gefärbt, er kann aber auch purpurbraun gefärbt sein und sogar Olivtöne aufweisen. Im Alter und bei starker Durchwässerung bleicht der Hut stark aus und wird dann gelblich grün oder auch rosagrau.
Die Lamellen sind jung weißlich und später cremefarben, bei Verletzungen können sie sich auch leicht schmutzig grünlich verfärben. Sie sind 3,5–7,5 mm hoch, stehen relativ gedrängt und sind teilweise untermischt. Die Lamellen sind entweder überhaupt nicht, oder nur direkt am Stiel gegabelt. Das Sporenpulver ist cremefarben (IIc-IId nach Romagnesi).
Der Stiel ist (3) 5–7 cm lang und 5–20 mm breit. Er ist auffallend karmin- bis fast blaurot gefärbt. Daher hat man dem Pilz auch den Namen Säufernase gegeben. Er kann sich bei Nässe, wenn er komplett durchfeuchtet ist, auch gräulich verfärben. Die Konsistenz des Stiels ist eher weich und im Alter meist etwas schwammig.
Das Fleisch ist weißlich (feucht grau) und unter der Huthaut purpurrosa bis purpurrot gefärbt. Arttypisch ist der fruchtige Geruch. Besonders beim Antrocknen riecht der Pilz deutlich nach Apfel- oder Stachelbeerkompott. Der Geschmack ist scharf bis sehr scharf. Das Fleisch färbt sich mit Eisensulfat rötlich und reagiert auch mit Guajak innerhalb von 2 bis 3 Minuten.

### Mikroskopische Merkmale
Die Sporen sind mehr oder weniger kugelig (8–10 × 7–9 µm) und mit fast spitzen bis zu 1 (1,5) µm hohen Warzen besetzt. Die Warzen stehen isoliert und sind nicht netzartig miteinander verbunden. Lediglich feine Linien können zwischen den Warzen vorhanden sein. Die Basidien messen 50–60 × 8,5–11(–15) µm und haben vier 4–5 µm breite Sterigmen. Die Zystiden sind 51–75 µm lang und 10–11 μm breit, bauchig oder zylindrisch-keulig, oben spitz, selten etwas abgestumpft. Alte Zystiden werden bis zu 100/17 μm groß. In Sulfovanillin färben sich die Zystiden fast ganz blau an. Der Apiculus misst 1,25 × 1 µm, der deutlich amyloide und warzige Hilarfleck ist unregelmäßig und etwa 3,25 µm lang und 2 µm breit.
Die 5–8 (10) µm breiten, mehr oder weniger zylindrischen bis keuligen oder fast knotigen Pileozystiden sind lang gestreckt und häufig appendikuliert. Einige Pileozystiden sind ein- oder zweifach septiert. Die Hyphenendzellen sind recht variabel, etwa 2–5 µm breit und mehr oder bauchig oder zitzenförmig.

## Artabgrenzung
Der seltene Dunkelrote Stachelbeer-Täubling Russula fuscorubroides hat eine dunklere, in der Mitte purpurschwarze Hutfarbe, die auch im Alter kaum ausblasst. Die Lamellen grünen nicht und die Warzen der Sporen sind teilweise gratig miteinander verbunden. 

Ebenfalls sehr selten ist der deutlich größere und kräftigere Wolfs-Täubling Russula torulosa. Sein Hut ist glänzend purpurviolett, sein Stiel blauviolett und gedrungen und seine Lamellen trüb ocker. Der Pilz riecht kräftig nach Äpfeln und schmeckt kaum scharf. Die Warzen der Sporen sind netzartig miteinander verbunden.

Der Zitronenblättrige Täubling oder Tränentäubling Russula sardonia Fr. ist dem Wolfs-Täubling sehr ähnlich, aber der Stiel ist deutlich länger und mehr purpurviolett gefärbt. Der Geruch ist unauffällig und der Geschmack sehr scharf, allerdings oft erst nach längerem Kauen. Die Sporen besitzen eine unvollständige Netzzeichnung. Der Pilz ist in sauren Kiefernwäldern sehr häufig, sein Sporenpulver ist cremegelb.

## Ökologie
Der Stachelbeer-Täubling ist wie alle Täublinge ein Mykorrhiza-Pilz, der in der Regel mit Fichten, seltener mit anderen Nadelbäumen, wie Lärche (Larix), Tanne (Abies) und Kiefer (Pinus sylvestris), eine Symbiose eingeht. Man findet die Art von Juli bis Oktober meist gesellig bei Fichten, gerne an feuchteren Stellen im Moos. Der Stachelbeer-Täubling bevorzugt kalkreiche Böden und das Bergland, im Flachland ist er selten.

## Verbreitung

Europäische Länder mit Fundnachweisen des Stachelbeer-Täublings.
Legende:
Länder mit Fundmeldungen
Länder ohne Nachweise
keine Daten
außereuropäische Länder

Der Stachelbeer-Täubling ist eine holarktische Art mit meridional bis borealem Verbreitungsgebiet. Der Täubling kommt in Nordasien (Kaukasus, Ostsibirien, Russland-Fernost), Nordamerika (USA, Mexico), Nordafrika und Europa vor. In Europa ist er im Süden von Portugal bis Rumänien, im Westen von Frankreich über die Beneluxstaaten und Großbritannien bis zu den Hebriden und im Osten bis Belarus verbreitet. Im Norden kommt er in ganz Fennoskandinavien vor. Die Nordgrenze seines Verbreitungsgebietes liegt in Lappland.
In Deutschland ist der Täubling im nördlichen Flach- und Hügelland sehr selten, ab der Mittelgebirgsschwelle gut gestreut und südlich des Mains stark verbreitet.

## Systematik

### Infragenerische Systematik
Innerhalb der Sektion Firmae wird der Stachelbeer-Täubling in die Untersektion Sanguinae (nach Bon) gestellt. Diese Untersektion vereinigt scharf schmeckende Täublinge mit rot bis violetten Hüten und creme- bis ockerfarbenem Sporenpulver.

### Varietäten und Formen
Folgende Formen und Varietäten wurden beschrieben:
| Varietät                           | Autor                           | Beschreibung |
| ---------------------------------- | ------------------------------- | --- |
| Russula queletii var. procera      | Nicolaj 1976                    | Sehr ähnlich wie der Typus, aber durch den besonders langen Stiel mit einem schlankeren Erscheinungsbild. |
| Russula queletii f. gracilis       | Nicolaj 1976                    | Sehr ähnlich wie die Typart, aber schlanker und zerbrechlicher. Die Form kann leicht mit Russula gracillima, dem Zarten Birken-Täubling, verwechselt werden. |
| Russula queletii f. albocitrina    | Barbier 1904                    | Die Form hat einen schwefelgelben Hut und einen rein weißen Stiel. |
| Russula queletii var. atropurpurea | Bres.                           | Die Varietät ist synonym zu Russula torulosa, dem Wolfs-Täubling. |
| Russula queletii var. flavovirens  | (J. Bommer & M. Rousseau) Maire | Der zuerst konvexe, dann flach ausgebreitete Hut ist 4–5 cm breit. Er ist ziemlich fleischig, doch am Rand dünn. Die Huthaut ist zitronengelb bis grünlich gefärbt und nicht klebrig. Sie lässt sich nur am Rande abziehen, darunter ist das Fleisch weiß. Die Lamellen sind am Stiel frei, sie sind mehr oder weniger gleichförmig, manchmal gegabelt und zuerst weiß und dann gelblich. Bei Berührung werden sie grünfleckig. Der weiße Stiel ist kurz und etwa 1–2 cm dick. Das Fleisch schmeckt bitter und sehr scharf. |
| Russula queletii var. fuscorubra   | Bres. 1929                      | Die Varietät ist synonym zu Russula fuscorubra, dem Dunklen Wolfs-Täubling, der aber nicht mehr als eigenständige Art angesehen wird, sondern als Synonym des Wolfs-Täublings Russula torulosa. |
| Russula queletii var. torulosa     | (Bres.) Singer (1932)           | Die Varietät ist synonym zu Russula torulosa, dem Wolfs-Täubling. |

## Bedeutung
Der Stachelbeer-Täubling ist kein Speisepilz und wie alle scharf schmeckenden Täublinge gilt er als giftverdächtig. Sein Genuss kann zu mehr oder weniger starken Verdauungsproblemen führen, insbesondere zu Übelkeit, Magendarmkrämpfen, Erbrechen und Durchfall.